# چاه سنجد
چاه سنجد، روستایی از توابع بخش حنا شهرستان بختگان در استان فارس ایران است.

## جمعیت
این روستا در دهستان حنا (نی‌ریز) قرار دارد و براساس سرشماری مرکز آمار ایران در سال ۱۳۸۵، جمعیت آن زیر سه خانوار بوده‌است.